# Eudendrium currumbense
Eudendrium currumbense är en nässeldjursart som beskrevs av Watson 1985. Eudendrium currumbense ingår i släktet Eudendrium och familjen Eudendriidae. Inga underarter finns listade i Catalogue of Life.